# 马尼拉国际书展
马尼拉国际书展（英文：Manila International Book Fair）创办于1980年，一年一度，书展为期5天。
2018年9月，第39届马尼拉国际书展在菲律宾马尼拉SMX会议中心举行，“中国图书展”首次亮相，《习近平谈治国理政》吸引了众多菲律宾读者。